# Acul-du-Nord
Acul-du-Nord, in creolo haitiano Akil dinò, è un comune di Haiti, capoluogo dell'arrondissement omonimo nel dipartimento del Nord.